# Ninna Thomsen
Ninna Thomsen (født 27. april 1976 på Horsens Sygehus) er direktør for Mødrehjælpen og tidligere Sundheds- og omsorgsborgmester i København, valgt for Socialistisk Folkeparti. 
Ninna Thomsen er uddannet cand.scient.pol. fra Københavns Universitet. Siden marts 2018 har hun været direktør i den danske organisation Mødrehjælpen. I denne rolle har hun modtaget Kronprinsparrets Sociale Pris i 2021.
I perioden fra 2010-2017 var hun borgmester for Sundheds- og Omsorgsforvaltningen i Københavns Kommune, valgt for Socialistisk Folkeparti. Før det arbejdede hun som fuldmægtig i socialforvaltningen i Gladsaxe Kommune.
Hun blev medlem af SF i 1994. Senere blev hun medlem af partiets hovedbestyrelse og var i 2007 folketingskandidat i Københavns Storkreds. I 2006 blev hun medlem af Københavns Borgerrepræsentation, hvor hun blev gruppeformand og medlem af Socialudvalget. Efter SF's succesvalg i 2009 fik partiet to borgmesterpladser i København, og Ninna Thomsen blev partiets anden borgmester som sundheds- og omsorgsborgmester med virkning fra 1.januar 2010. Da partiets daværende politiske leder i København, Bo Asmus Kjeldgaard, trak sig fra politik i 2011, blev hun valgt som ny politisk leder.
Efter kommunalvalget i 2013 fastholdt hun sin borgmesterpost som sundheds- og omsorgsborgmester i perioden 1.januar 2014 - 31.december 2017. Efter to perioder som borgmester og 7 år som politisk leder for SF i København valgte Ninna Thomsen at trække sig fra politik, og hun blev derfor afløst som politisk leder af SF i København af Sisse Marie Welling. Efter kommunalvalget i 2017, hvor Ninna Thomsen ikke var opstillet, overtog Sisse Marie Welling også rollen som borgmester fra 1.januar 2018.
Privat er Thomsen bosiddende på Nørrebro med sin mand Claus og deres tre børn.